# Rachel Weisz
Rachel Hannah Weisz (London, Velika Britanija, 7. ožujka 1970.) engleska je filmska, televizijska i kazališna glumica, dobitnica Oscara za najbolju sporednu glumicu za 2005. godinu. Weisz je široj javnosti najpoznatija po ulogama u spektaklima Mumija i Mumija 2.

## Vanjske poveznice
- Rachel Weisz Paradise  Arhivirana inačica izvorne stranice od 12. kolovoza 2011. (Wayback Machine)
- Rachel Weisz u internetskoj bazi filmova IMDb-u (engl.)

### Ostali projekti
|  | Zajednički poslužitelj ima stranicu o temi Rachel Weisz |